# Deadmarch: Initiation of Blasphemy
Deadmarch: Initiation of Blasphemy är ett album med vad som skulle bli The Project Hate MCMXCIX. Det spelades dock in 1998 under bandnamnet Deadmarch och producerades av Tomas Skogsberg och Lord K. Philipson. Lord K. Philipson löste upp bandet Deadmarch året efter, då han var missnöjd med vissa medlemmars prestationer, och bildade istället The Project Hate MCMXCIX, år 1999. Flera år senare kom planer på att spela in sången på nytt för att sedan släppa skivan, men då mastertapen försvunnit släpptes dessa planer. Bandet släppte albumet gratis för digital nedladdning 15 augusti 2005 som en present till sina fans.
En remastrad utgåva lanserades 2008.

## Låtlista
1. Angels Misled – 7:10
2. Bloodstained – 6:09
3. The Crucified Starts to Reek – 7:00
4. Divinity Erased – 6:35
5. Everloving – 6:42
6. So I Mourn – 6:03
7. Soulrain – 5:54
8. Sear the Son – 6:04

## Medverkande
The Project Hate MCMXCIX
- Lord K. Philipson – gitarr, basgitarr, programmering
- Mia Ståhl – sång

Bidragande musiker
- Mikael Öberg – gitarr

Produktion
- Dan Swanö – remastering
- Marko Saarelainen – omslagsdesign